# Ургулания
Ургулания (на латински: Urgulania) e влиятелна римлянка по времето на императорите Август и Тиберий.
Ургулания е майка на Марк Плавций Силван, консул през 2 пр.н.е., и баба на Марк Плавций Силван, претор през 24 г., на Публий Плавций Пулхер, на Авъл Плавций Ургуланий и на Плавция Ургуланила, първата съпруга на по-късния император Клавдий.
Ургулания е близка приятелка с Ливия, съпругата на Август и майка на Тиберий и се ползва с голяма почит и има голямо политическо влияние.